# Agny Military Cemetery
Agny Military Cemetery is een Britse militaire begraafplaats met gesneuvelden uit de Eerste Wereldoorlog, gelegen in de Franse gemeente Agny (Pas-de-Calais). De begraafplaats ligt 750 m ten noordwesten van het centrum (Église Saint-Laurent) en is vanaf de Rue des Maraîchers bereikbaar via een pad van 125 m. Ze werd ontworpen door Edwin Lutyens en wordt onderhouden door de Commonwealth War Graves Commission. Het terrein heeft een langwerpige vorm en wordt omgeven door een taxushaag. Het Cross of Sacrifice staat centraal tegen de zuidoostelijke begrenzing op een licht verhoogd plateau.
Er worden 413 doden herdacht waaronder 118 niet geïdentificeerde. 

## Geschiedenis
De begraafplaats werd bij het begin van de oorlog gestart door Franse troepen maar vanaf maart 1916 tot juni 1917 werd het gebruikt door Commonwealth gevechtseenheden en veldhospitalen. In april 1918 werden nog twee graven bijgezet en in de periode 1923-1924 werden nog 137 gesneuvelden van uit de slagvelden ten oosten van Arras bijgezet. De 40 Franse graven werden toen naar elders verplaatst.
Er liggen 407 Britten, 1 Australiër en 5 Duitsers. Op de grafzerk van 1 Brit staat de tekst Believed to be omdat men vermoedt dat het deze gesneuvelde is die hier begraven ligt.

## Graven

### Onderscheiden militairen
- R. Boyle, korporaal bij de Northumberland Fusiliers werd onderscheiden met de Distinguished Conduct Medal (DCM).
- M. Vance, korporaal bij de Royal Scots en W. Hendry, soldaat bij het Royal Sussex Regiment werden onderscheiden met de Military Medal (MM).

### Minderjarige militair
- Laurence Wood, soldaat bij de King's Own Yorkshire Light Infantry was 17 jaar oud toen hij op 31 mei 1916 sneuvelde.

### Alias
- soldaat Joseph William Corriveau diende onder het alias J.F. King bij de The King's (Liverpool Regiment).